# Прапор Британської Антарктичної Території
Прапор Британської Антарктичної Території прийнятий в 1969 році, через сім років після того, як була утворена Британська Антарктична Територія. До цього часу використовувався прапор Фолклендських Островів, зі складу яких і була виділена дана територія.

## Історія
Прапор кораблів British Antarctic Survey являє собою Blue Ensign з гербовим щитом Британської антарктичної території. 1985 року був затверджений білий прапор з прапором Великої Британії у крижі і гербом Британської антарктичної території у вільній частині, для використання на британських дослідних станціях на даній Території, а також для штабу та офісів British Antarctic Survey. Це — єдиний приклад використання білого полотнища з британським прапором.

Прапор Комісіонера (Спеціального уповноваженого) з 1962 року

## Значення елементів герба на прапорі
Смолоскип — символ досліджень. Біле поле з хвилястими синіми смужками — покрита льодом земля і води Атлантики. Щит підтримують Британський лев і пінгвін, представник місцевої фауни. В наверші герба — дослідницьке судно «Діскавері».